# Sometime Never: A Fable for Supermen
Some Time Never: A Fable for Supermen è un romanzo di Roald Dahl, pubblicato nel 1948 negli Stati Uniti dalla casa editrice Scribner's, e in Inghilterra, un anno dopo, dalla Collins. Nonostante l'insuccesso commerciale, e l'ingenuità stilistica che ne fa uno dei lavori meno interessanti dello scrittore, è da ricordare in quanto primo libro, nella storia, incentrato sulla guerra nucleare pubblicato negli Stati Uniti dopo la tragedia di Hiroshima.

## Edizioni
- Scribner's, 1948, USA.
- Collins, 1949, Gran Bretagna.